# Agaricochirus
Agaricochirus is een geslacht van kreeftachtigen uit de klasse van de Malacostraca (hogere kreeftachtigen).

## Soorten
- Agaricochirus acanthinus McLaughlin, 1982
- Agaricochirus alexandri (A. Milne-Edwards & Bouvier, 1893)
- Agaricochirus boletifer (A. Milne-Edwards & Bouvier, 1893)
- Agaricochirus cavimanus (Chace, 1939)
- Agaricochirus echinatus McLaughlin, 1982
- Agaricochirus erosus (A. Milne-Edwards, 1880)
- Agaricochirus gibbosimanus (A. Milne-Edwards, 1880)
- Agaricochirus hispidus (Benedict, 1892)